# Michael John Bloomfield
Michael John Bloomfield (Flint, Michigan, 1959. március 16. –) amerikai mérnök, pilóta, űrhajós, ezredes.

## Életpályája
1981-ben a Haditengerészeti Akadémián (USAF Academy) gépészmérnöki oklevelet szerzett. 1983-ban repülőgép vezetői jogosítványt szerzett. 1983-1991 között harci pilóta(Amerikában, Nyugat-Németországban), repülőgép vezető oktató. Szolgálati repülőgépe az F–15 volt. 1992-ben tesztpilóta kiképzésben részesült, F–16 változatait repülte, illetve tesztelte. 1993-ban az Engineering Management Old Dominion University keretében megvédte diplomáját.
1994. december 9-től a Lyndon B. Johnson Űrközpontban részesült űrhajóskiképzésben. 1995-től az Űrhajózási Hivatal megbízásából az űrhajósok főinstruktora, az űrrepülőgép technikai kérdéseinek felügyelője. 2004-2006 között Flight Crew Operations (JSC) igazgató-helyettese. Három űrszolgálata alatt összesen 32 napot,11 órát és 2 percet (779 óra) töltött a világűrben. Űrhajós pályafutását 2007. július 13-án fejezte be. 2007-től a Constellation Program ATK alelnöke, majd az Oceaneering Space Systems általános igazgatója.

## Űrrepülések
- STS–86, az Atlantis űrrepülőgép 20. repülésének pilótája. A 7. randevú a Mir űrállomással,5200 kilogramm logisztikai (élelmiszer, víz, műszerek, eszközök) szállítás. Legénység csere, valamint első amerikai űrséta (kutatás, szerelés) az űrállomásról. Első űrszolgálata alatt összesen 10 napot, 19 órát és 22 percet (259 óra) töltött a világűrben. 7 000 000 kilométert (4 300 000 mérföldet) repült, 170 kerülte meg a Földet.
- STS–97, az Endeavour űrrepülőgép 15. repülésének pilótája. A Nemzetközi Űrállomásra (ISS) repült, telepítették az első napelemet. Logisztikai utánpótlás ellátást vittek, visszafelé leszállították a becsomagolt szemetet. Elvégezték a meghatározott kutatási, kísérleti, anyag előállítási feladatokat. Második űrszolgálata alatt összesen 10 napot, 19 órát és 58 percet (260 óra) töltött a világűrben. 7 203 000 kilométert (4 476 000 mérföldet) repült, 170 kerülte meg a Földet.
- STS–110, az Atlantis űrrepülőgép 25. repülésének parancsnoka. Feladat volt az S0 (S-nulla) rács szállítása, a robotkarral kiemelése, majd felszerelése. Harmadik űrszolgálata alatt összesen 10 napot, 19 órát és 42 percet (259 óra) töltött a világűrben. 7 240 000 kilométert (4 500 000 mérföldet) repült, 171 alkalommal kerülte meg a Földet.